# Збієвек
Збієвек (пол. Zbijewek) — село в Польщі, у гміні Пшедеч Кольського повіту Великопольського воєводства.
У 1975-1998 роках село належало до Конінського воєводства.